# Рамон Серрано Суньєр
Рамон Серрано Суньєр (ісп. Ramón Serrano Suñer; 12 вересня 1901, Картахена, Королівство Іспанія — 1 вересня 2003, Мадрид, Іспанія) — іспанський політичний та державний діяч, один із лідерів фалангістів, близький соратник диктатора Франсіско Франко, воєнний злочинець, організатор політичних репресій та масових порушень прав людини в Іспанії у часи Громадянської війни та протягом перших повоєнних років. Обіймав посади міністра внутрішніх справ та міністра закордонних справ Іспанії. У роки Другої світової війни займав чітку пронімецьку позицію, сприяв відправці Блакитної дивізії на Східний фронт.

## Ранні роки
Суньєр народився 12 вересня 1901 року у Картахені та був п'ятою дитиною в сім'ї. Він відмінно навчався в школі та мріяв стати адвокатом. Однак, його батьки не підтримували захоплень сина. Попри це, Рамон успішно склав іспити та вступив до Мадридського університету, де навчався разом із Хосе Антоніо Прімо де Ріверою, від якого і успадкував прихильність до ідеології фалангізму.
У 1924 році Суньєр вступив до Корпусу державних адвокатів. Займався адвокатською практикою в Кастельйон-де-ла-Плата, потім працював державним адвокатом у Сарагосі.
У 1929 році Суньєр познайомився з начальником військової академії в Сарагосі Франсіско Франко. Вони стали хорошими друзями та навіть родичами, адже 1931 року Рамон одружився із сестрою дружини самого генерала Франко, який спільно з Хосе Антоніо Прімо де Ріверою був свідком на його весіллі. З часом вплив Суньєра на Франко став настільки великим, що подеколи він ставив думку Рамона вище думки своїх радників.

## Політика

### Початок та громадянська війна
1933 року Суньєр став депутатом кортесів Другої Іспанської республіки від Іспанської конфедерації незалежних правих, проте з часом у нього виник конфлікт із лідером партії Хосе Хіль-Роблесом, що сприяло тому, що Суньєр почав зближуватися з представниками Іспанської Фаланги, ідеям якої він більше симпатизував. У 1936 році його переобрали депутатом. Він активно брав участь в організації змови проти уряду. Так у березні 1936 року він організував зустріч звільненого з посади начальника Генерального штабу Франко та свого хорошого друга Прімо де Рівери. Проте Рамон не знав про дату початку путчу.
У липні 1936 року Суньєр був заарештований та ув'язнений до республіканської в'язниці. Двох братів Рамона також заарештували, проте пізніше розстріляли. За сприяння депутата-соціаліста Теодоміро Менендеса Суньєра помістили до приватної лікарні, де він лікувався від виразки шлунку. 20 січня 1937 року він, одягнувши жіночий одяг, утік із лікарні та сховався в голландській місії, звідки з фальшивими документами військового-республіканця він дістався до Аліканте. Звідти він відплив до Марселя, а далі відправився назад до Іспанії та 20 лютого Суньєр приїхав до Саламанки, яка була тимчасовою столицею повсталих націоналістів.
1938 року він був присутній на мітингу нацистської партії в Нюрнберзі, на якому святкували возз'єднання Німеччини та Австрії.

### Міністр внутрішніх справ

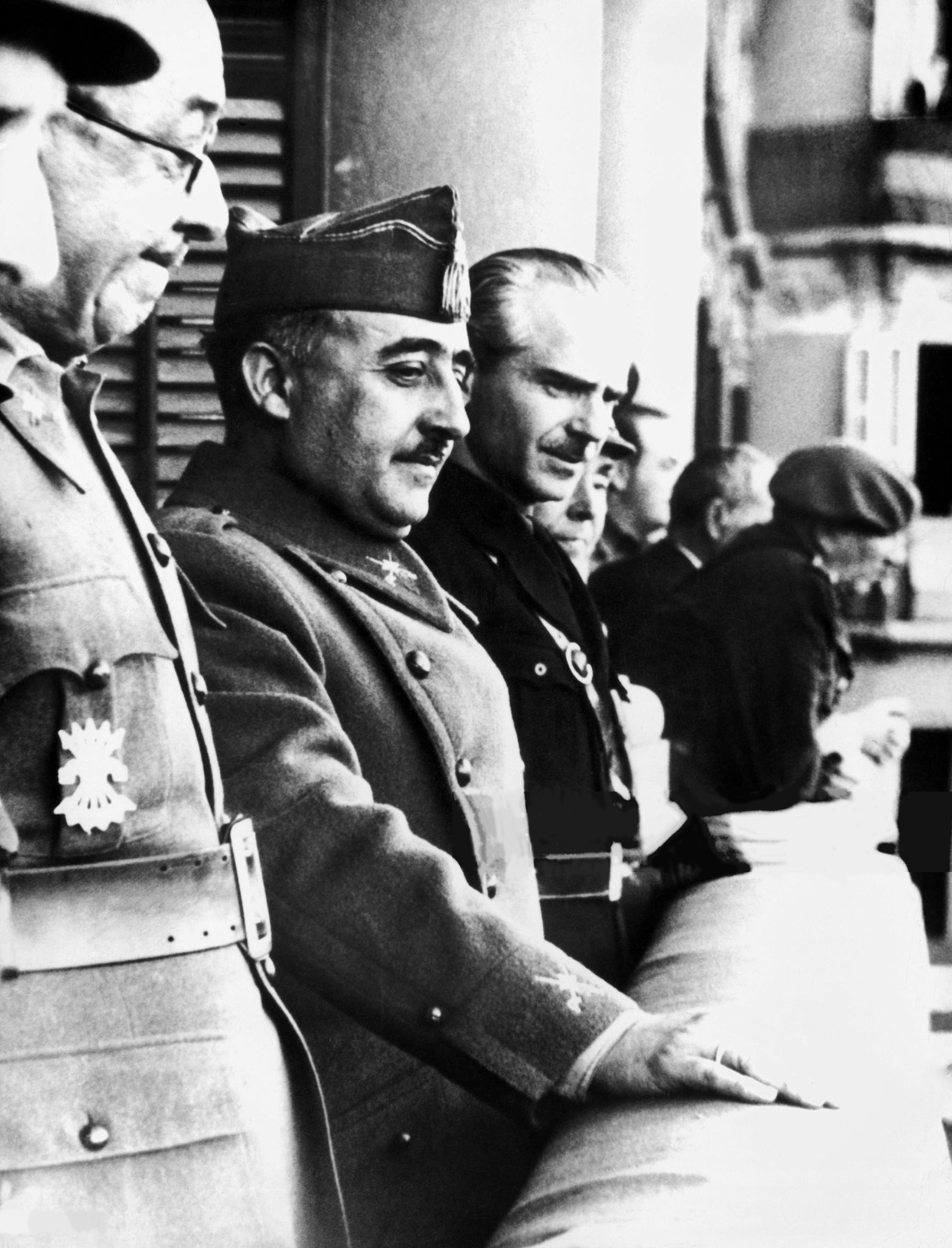
Франсіско Франко та Рамон Серрано Суньєр, 1938

30 січня 1938 року з ініціативи Суньєра Франко сформував повноцінний уряд націоналістів. Раніше вони такого уряду не мали. Того ж дня Суньєр був призначений на посаду міністра внутрішніх справ, яка була чи не найбільш важливою на той час. Вплив Суньєра у цей період був настільки великим, що він зміг переконати самого Франсіско Франко не призначати його ж рідного брата Ніколаса міністром промисловості, а відправити останнього послом до Португалії. Саме за таку роль він отримав прізвисько "Куньядісимус", що означало "верховний свояк" (з пародійним значенням для самого Франко, який був свояком Суньєра та мав звання генералісимуса).
Перебуваючи на посаді очільника Міністерства внутрішніх справ, Суньєр став організатором масових репресій проти представників Республіки та соціалістів. Завдяки цьому тінь не падала на самого Франко. Суньєр грав роль сірого кардинала Іспанії та відповідав за придушення опозиції та боротьби з соціалістами та ворогами свого свояка. Після перемоги у війні він очолив Іспанську Фалангу.
У червні 1939 року Суньєр відвідав Італію, де зустрівся з Беніто Муссоліні та налагодив із ним дружні стосунки.
На початку Другої світової війни Суньєр підтримував дії Третього Рейху та у вересні 1940 року відвідав Берлін, де зустрівся з Ріббентропом та обговорив із ним питання можливості вступу Іспанії у війну на стороні країн Осі. Тоді ж він озвучив територіальні претензії Іспанії, які включали Гібралтар, Французьке Марокко та Алжир. Ріббентроп же наполягав на передачі Іспанією Німеччині одного з Канарських островів, Іспанської Гвінеї та островів поблизу Центральної Африки. Крім того, міністр закордонних справ Рейху вимагав підписання економічного договору, який поставив би Мадрид у економічну залежність від Берліна. Тоді ж у Суньєра виник конфлікт із Ріббентропом, тому Рамон змінив свою думку щодо необхідності вступу Іспанії у війну.
Проте Франко горів бажанням взяти участь у війні на стороні країн Осі ще до того як Британія офіційно капітулює. Він захоплювався Гітлером як політиком та стратегом.
Проте Франко горів бажанням взяти участь у війні на стороні країн Осі ще до того як Британія офіційно капітулює. Він захоплювався Гітлером як політиком та стратегом.

### Міністр закордонних справ

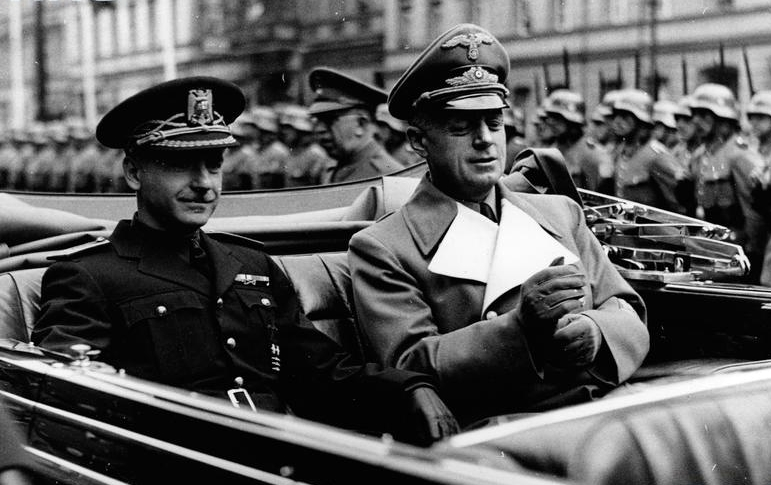
Рамон Серрано Суньєр (ліворуч) та Йоахім фон Ріббентроп (праворуч) на зустрічі у Берліні, 1940

23 жовтня 1940 року, за тиждень після призначення на посаду міністра закордонних справ, Суньєр взяв участь у зустрічі Франко та Гітлера на залізничній станції Андай. Тут знову обговорювалася можливість вступу Іспанії у війну. Проте Гітлер, скептично оцінюючи бойову міць іспанців, відмовився передати Франко Французьке Марокко, побоюючись конфлікту з урядом маршала Петена. Після цього було досягнуто компромісу, що Іспанія вступить у війну, проте після завершення військових приготувань. Саме це формулювання дозволило уряду Франко оминути війну.

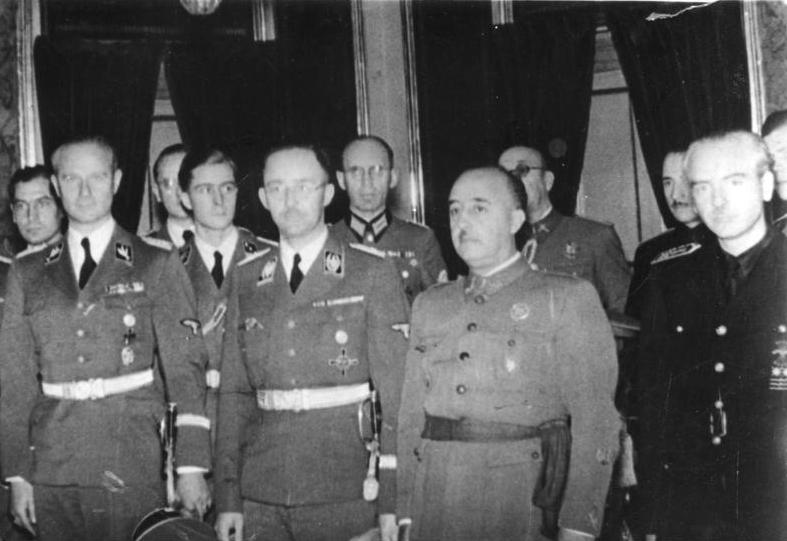
Рамон Серрано Суньєр (крайній праворуч) на німецько-іспанських переговорах, жовтень 1940

Суньєр ініціював відправлення Блакитної дивізії на Східний фронт, проте більшої активності щодо забезпечення вступу Іспанії у війну не проявив. На зустрічі з Вільямом Донованом він повідомив, що й надалі підтримує Рейх та вірить у його перемогу, проте зауважив, що Іспанія вступить у війну лише у випадку, якщо під загрозу потраплять її персональні інтереси. Німецькі дипломати вважали саме Суньєра головною причиною того, що іспанський уряд таки не вступив у війну. Вважалося, що він особисто переконав самого Франко у хибності такого кроку та тим самим забезпечив нейтралітет своєї країни.
Пронімецька позиція Суньєра, однак, спричинила неприємності всередині самої Іспанії. Генерали-монархісти з оточення Франко, які відкрито симпатизували Британії, розпочали відкриту конфронтацію з Рамоном. Конфлікт досягнув свого піка в серпні 1942 року, коли представники фалангістів кинули гранату в монархістів, які були присутні на релігійній церемонії в районі Бегонья, що в місті Більбао. Після цього лідер монархістів генерал Хосе Варела подав у відставку. Франко, бажаючи зберегти стабільність у державі, відправив Суньєра у відставку 3 вересня 1942 року. Крім того, Рамон фактично залишив і посаду очільника Іспанської Фаланги. На цьому його надзвичайно активна роль у державному житті скінчилася.

## Подальше життя
Після відставки Суньєр знову зайнявся адвокатською діяльністю. Одночасно з цим, до 1967 року залишався депутатом кортесів. У 1945 році він написав листа до Франко, закликаючи останнього створити перехідний уряд та почати впроваджувати ліберальні свободи в країні, проте генералісимус глузливо сприйняв це послання.
У 1949 році Суньєр спонсорував візит до Іспанії лідера британських фашистів Освальда Мослі, відвівши його до могили Хосе Антоніо Прімо де Рівери.
У 1961 році, під час путчу в Алжирі проти президента Франції Шарля де Голля, Суньєр надавав підтримку Раулю Салану під час перебування останнього в Іспанії та забезпечив переведення Салана до Алжиру, щоб він міг здійснити спробу генералів проведення перевороту у квітні. Крім того, на той час Рамон фактично був сполучною ланкою ланка між Саланом і португальським диктатором Антоніу де Салазаром.
Рамон Серрано Суньєр помер 1 вересня 2003 року в Мадриді, за одинадцять днів до свого 102-го дня народження.